# Büttös
Büttös község Borsod-Abaúj-Zemplén vármegyében, az Encsi járásban.

## Fekvése
Miskolctól közúton körülbelül 70 kilométerre északra található, nem messze a szlovák határtól. A legközelebbi települések Krasznokvajda körülbelül 2 kilométerre, Kány 5 kilométerre, illetve Perecse, ugyancsak mintegy 5 kilométerre; a legközelebbi város, Encs körülbelül 23 kilométerre található.
Területén áthalad a csereháti tájegység egyik legfontosabb útjának számító 2624-es út, de a központja tulajdonképpen zsáktelepülésnek tekinthető, mivel csak az előbbi útból kiágazó 26 128-as mellékúton érhető el; utóbbi számít a falu főutcájának.

## Területe és népessége
Büttös területe – aránylag különleges módon – két különálló részből áll, a két rész egymáshoz legközelebb eső pontjait egy olyan, körülbelül 200 méteres sáv választja el, ahol Kány és Szemere határvonala húzódik. A település lakott területe a délebbre fekvő részben található a Rakaca-patak mellett, csaknem 10 kilométerre az országhatártól, az északabbra fekvő, teljes egészében külterületi rész viszont egészen az országhatárig felnyúlik, sőt a határ csaknem 5 kilométeres szakaszon büttösi területen húzódik. [Ez utóbbi területrészt érinti a 2626-os út is.] Szlovákia felől Reste és Buzita települések területe szomszédos Büttös északi külterületével.
Népessége 1828-ban 404, 1869-ben 295, 1920-ban 498, 1939 előtt 533 lélek volt, házainak száma 1828-ban 54 volt.
Hozzá tartozik: Büttöslyuba, Kolompostanya, Mélyvölgytanya, Szöllősitanya. Területe 3336 k. hold.
Borovszky Samu az 1900-as évek elején írta a községről: „Krasznyik-Vajdától keletre fekszik Büttös község 47 házzal és 317 magyar lakossal. Postája Krasznyik-Vajda, távírója Szepsi.”
A település népességének változása:
| Lakosok száma | 163  | 159  | 157  | 140  | 153  | 146  | 148  |
|               | 2013 | 2014 | 2015 | 2021 | 2022 | 2023 | 2024 |

A 2001-es népszámlálás adatai szerint a településnek csak magyar lakossága volt.
A 2011-es népszámlálás során a lakosok 98,9%-a magyarnak, 4% cigánynak mondta magát (1,1% nem nyilatkozott; a kettős identitások miatt a végösszeg több lehet 100%-nál). A vallási megoszlás a következő volt: római katolikus 51,4%, református 5,1%, görögkatolikus 35,4% (8% nem válaszolt).
2022-ben a lakosság 91,5%-a vallotta magát magyarnak, 0,7% cigánynak, 0,7% németnek, 0,7% szlováknak, 1,3% egyéb, nem hazai nemzetiségűnek (7,2% nem nyilatkozott; a kettős identitások miatt a végösszeg nagyobb lehet 100%-nál). Vallásuk szerint 43,8% volt római katolikus, 6,5% református, 32% görög katolikus, 1,3% felekezeten kívüli (16,3% nem válaszolt).

## Története

### Középkor
Neve talán szláv eredetű személynévből származik. Az, hogy a korai névalakok egy Bites kiejtésű nevet takarnának, és a Büttös alak csak a kora újkorban alakult volna ki, tévedés.
A falu középkori története hasonló volt Krasznokvajdáéhoz, mivel ugyanahhoz az uradalomhoz tartozott. Első említése 1285-ből, egy hamis oklevélből származik, amely arról tudósít, hogy a Hontpázmány nemzetségbeli testvérpár, Ders és Dömötör megosztoztak Hont vármegyei birtokaikon. Az Abaúj vármegyei Jánok, Vajda és Büttös – amelyet öröklött jószágoknak neveztek – Aba nemzetségből való Amadé tartotta elfoglalva, így arról nem tudtak rendelkezni. Abban maradtak, hogy ezek azé legyenek, aki vissza tudja szerezni őket. A visszaszerző jószándékára lett bízva, hogy mikor osztozzon meg e falvakon atyafiaival. Az örökség minden bizonnyal anyai ágon illette a testvéreket. Büttös – Jánokhoz és Vajdához hasonlóan – az Aba nemzetség Amadé-ágának ősi birtoka lehetett. 1302-ben sokkal részletesebben sorolták fel a jánoki uradalmat, mint másfél évtizeddel korábban: Jánokon kívül Papolc, Raksony, Parlagi, Vajda, Büttös és Krasznok tartoztak hozzá. A Hontpázmány nemzetségből való Ders fia Miklós mindegyiket pusztán állónak nevezte, és elcserélte őket vejével, Szügyi Andrással, aki két lakott nógrádi falut adott értük. A birtokcsere megvalósult ugyan, de évtizedekig tartó pereskedés alapját vetette meg a Szügyiek és Hontpázmányok eme ága között, akik idővel a szomszédos Vajda falu után a Vajdai nevet kezdték viselni. E közben az Aba nemzetség Amadé ága is igényt tartott a birtokokra és a 14. század elején valószínűleg ők voltak tényleges birtokosai. A Szügyieket 1307-ben iktatta be a királyi ember az uradalomba, így Büttösbe is. I. Károly király csak Amadé fiainak és más ellenfeleinek legyőzése után, 1317-ben rendelte el, hogy a Hontpázmány nemzetségbeli Ders fiai kapják vissza az uradalmat. Ez után kezdődött a Hontpázmányok és a Szügyiek vitája. A belháború elcsendesültével, 1321-ben a Szügyieknek adta a király az uradalmat, 1323-ban egy kúriai ítélet is a Szügyiek javára zárta le a pert. Büttös ott szerepelt az uradalom 1323-as határjárásában. 1344-ben kiegyezett egymással a Hontpázmány nemzetségbeli család a Szügyikkel. Az egyezséget a királyi tanács közvetítésével hozták létre. Egymás között felosztották a jánoki uradalmat: Jánok a Szügyieké, Büttös és Vajda pedig a Hontpázmányoké lett. A felosztás során leírták Büttös határait. 1427-ben a kamara haszna nevű királyi adót 22 telek után fizették meg. A falu birtokosa ekkor Gagyi László volt.

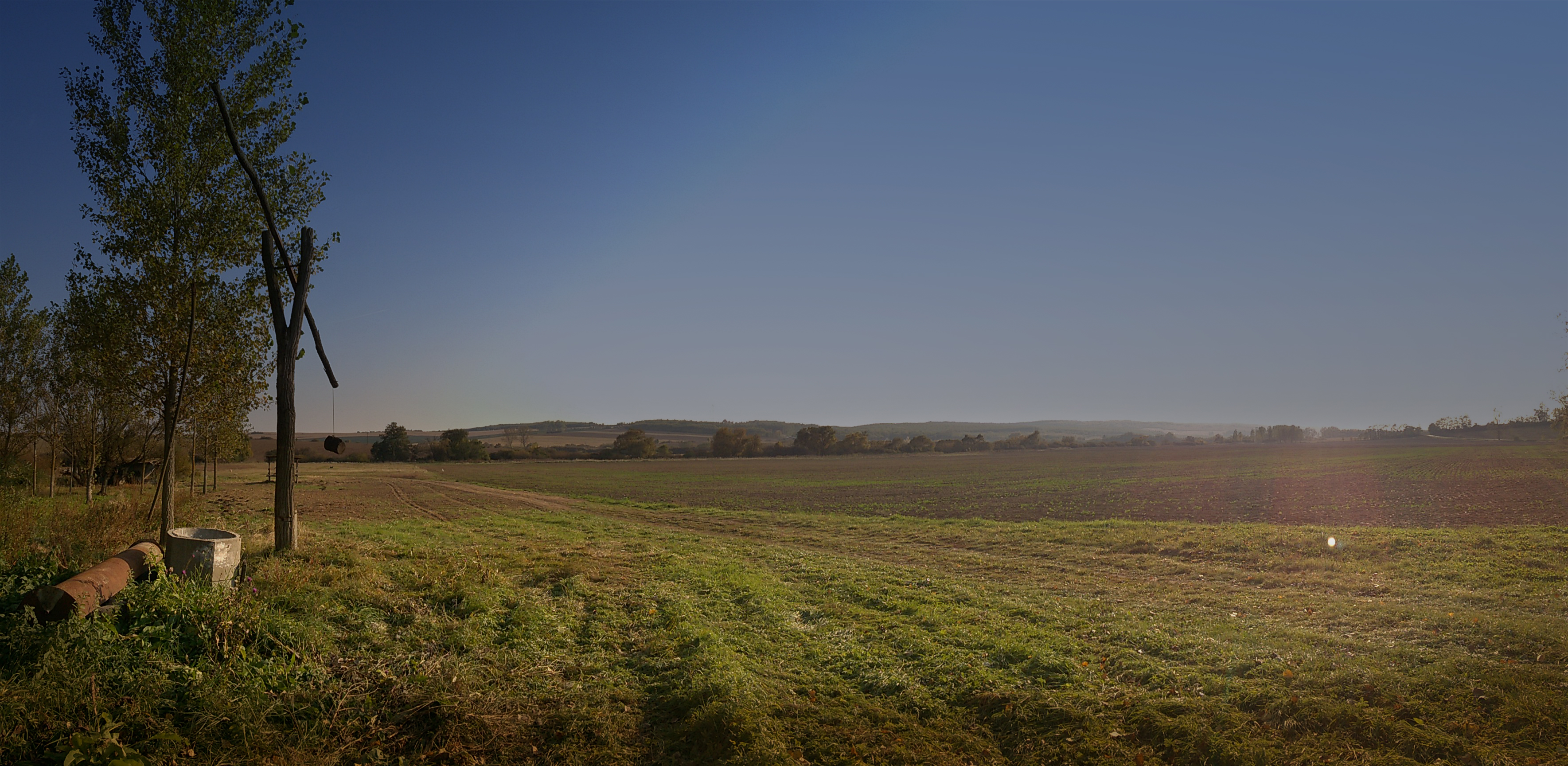
Büttös határa

Az egri püspökség tizedeinek felosztásakor tizedei a káptalannak jutottak. E miatt a püspök és a káptalan között per keletkezett, amelyben 1319-ben egyezett ki a két fél. Más Abaúj, Borsod és Ung vármegyei települések és Eger egy részének tizedei mellett Büttös falu tizedeit is visszakapta az egri káptalan.
Büttös mai határai sajátos formájúak: a lakott résztől északkeletre egy szűk átjárón keresztül a szlovák és határ és Szemere közti terület csatlakozik hozzá. Ennek az az oka az, hogy Büttös nagyrészt saját határaiba olvasztott egy önálló középkori települést: Lyubát. E részen több kisebb területet is Lyubának hívnak. A régészeti terepbejárás nem találta meg a lakott falu helyét. A Lyuba név a Jób személynév egyik régi magyar alakjára vezethető vissza.
Első említése Radvány 1260-as határjárásból származik, Lyuba határai ugyanis érintették a mai Pusztaradvány határait. 1319-ben egy egy esztendeje tartó perben kiegyeztek egymással a falu régi birtokosai a Buzitai Kardosok és az Aba nemzetség későbbi szikszói, makranci és idai ágának ősei. Amióta ismerjük a történetét, a falu a buzitai uradalom része volt, amely ekkor hat faluból állott: a névadó Buzitából, Restéből, Kacsikból, Csebből, Kányból és Lyubából. Az Abák királyi adományokat is szereztek az uradalomra, a Kardosok azonban a perben sikerrel védték meg jogaikat. Az Abák az egész uradalmat – így Lyubát is – visszaadták a Kardosoknak.
1345-ben Himfi Him, a királyi nyulászok ispánja és Kardos Miklós fiai: István és Miklós pereskedtek miatta, a per során bejárták és leírták határait: Buzita felé az erdő, aztán az utóbb elpusztult Velcsene, a Szepsibe vezető út, Buzita, Cseb és Lyuba hármas határa, dél felé Borhradványa föld, a Rakancavölgye, amelyben csak esős időben folyik víz, amely egyben Lyuba és Szeme határa, majd Genterfölde – azaz a mai Litka – és Csenyéte. Szemmértékkel hat királyi ekealjra (1320 katasztrális holdra) becsülték nagyságát. 1260-ban Rakatnica fejének, azaz kezdetének mondták a hármas határ találkozását. A falu később a Bebek család birtokába került. 1427-ben a kamara haszna nevű királyi adót 17 paraszti telek után fizették meg, földesura ekkor Pelsőci Bebek Miklós volt. A 15. században a Gagyiaknak is volt itt birtokuk. 1473-ban a Gagyiak más birtokaira is szemet vető két befolyásos udvari ember, Dési Péter kamarás és Endrédi Fica Dömötör palotás zálogba vette Gagyi László özvegyétől, Zsófiától más birtokok mellett Lyubát is. Fica Dömötör 1476-ban minden Abaúj vármegye birtoka mentességet kapott a kamara haszna nevű királyi adó fizetése alól. A falu a 16. század második felében, talán az 1575-ös török támadás következtében elpusztul, és nem települt újjá. Túlnyomó része Büttösbe olvadt, kisebb része pedig talán Szemere területét gyarapította, a mai Szemere területén is van ugyanis Lyuba nevű külterületi rész.

### Kora újkor
Mohács után a középkori Jánoki (Jánoky) más néven Vajdai család folyamatosan birtokolt abaúji birtokain, így Büttös 1552. évi portális vagy dikális adójegyzékében Jánoky István szerepel a falu birtokosaként. A középkorban született Jánoky István (1503–1568) szuhai és jánoki Jánoki Tamás egyik fiának, Gergelynek volt a fia, míg a Tamás másik fiától, Páltól származott Jánoki/Jánoky Oszvaldnak (†1550 k.) két lánya született: Anna és Erzsébet. Úgy tűnik, Jánoky Pál és Gergely megosztoztak a középkori jánoki (ma: Janík, Szlovákia) uradalmon, Vajdát Jánoky Pál, Büttöst inkább testvére, Gergely leszármazói kaphatták meg. A Gergely-ágból Jánoky István azonban 1556-ban kénytelen volt megválni birtokaitól, mert I. Ferdinánd király elkobozta őket. Jánokyt ugyanis felségsértéssel vádolták, mert a királlyal szembeforduló Bebek Ferenc (†1558) és fia, György (†1567) pártján állt, feltehetően az oligarchák familiárisa volt. Bebekéket hűtlenségük miatt 1556 elején az országgyűlés elítélte és száműzte, és hívüket, Jánokyt is fej- és jószágvesztésre ítélték, az uralkodó azonban még abban az évben, 1556. szeptember 7-én megkegyelmezett neki, jószágait is visszaadta. Az 1568-ban elhunyt Jánoky István birtokait azonban mégsem örökölhették fiai, a Geszti Annától született Zsigmond (1583-ban a szendrői végvár kapitánya és prefektusa) és Gáspár, mivel apjuk halála után a kamara lefoglalta Hont és Abaúj vármegyei örökségüket arra hivatkozva, hogy Jánoky István örökös nélkül halt meg, így a család ezen ágának magva szakadt. A tényleges örökösök azonban tiltakoztak, még az országgyűlést is megkeresték, amely törvényben (1569:58 tc.) rendelte el a jószágok visszaadását. Közben az I. Miksa király már tovább is adományozta a Jánoky-örökséget, mind az Abaúj vármegyei birtokokat – Jánok, Vajda, Büttös – 1569. augusztus 1-jén, mind a Gömör és Hont vármegyei birtokokat 1570. február 2-kán, mégpedig Draskovich Gáspárnak és csömöri Zay Ferencnek. Közben a Pál-ágból származó Jánoky Oszvald lányai: Anna és férje: Baxai (Baksay) János, illetve Jánoky Erzsébet és férje, Bárczai Szaniszló is bejelentkeztek az elkobzott birtokokért, mint nagyatyai örökségükért. 1572-ben végre a király visszautalta az abaúji birtokokat Jánoky István fiainak, akik úgy egyeztek meg, hogy Zsigmond a rá eső birtokrészt átadja fivérének, Gáspárnak (†1610 körül), ezt azonban időközben unokanővérük férje, Baksay János elfoglalta. Végül Jánoky István Gergely-ágból származó fiai kiegyeztek a Pál-ág örököseivel, azaz Jánoky Oszvald (Ozsvát) leányainak családjával, és az utóbbiak is részesedtek a jószágokban.
1572-ben Jánoky Oszvald és Varjassy Katalin lánya, Erzsébet és férje: szokolyi Baxay (Baksay vagy Baksy) János, valamint másik lányuk: Borbála és férje: szomolyai Füzy Ambrus királyi megerősítést kapott Hont és Gömör vármegyei birtokaikra, valamint Abaúj vármegyében Vajda, Jánok és Büttös részbirtokokra és Keresztéte pusztára. A sógorok, Füzy Ambrus és Baksy János egyébként már 1567-ben is bizonyosan birtokostársak Abaúj vármegyében, 1564-ben pedig együtt választják meg őket Abaúj vármegye hites törvényszéki ülnökeinek. Az adójegyzékekben egyébként 1578-ban Baksy János, 1596-ban pedig Baksy Pál, azaz Jánoky Oszvald örökösei szerepelnek Büttös birtokosaként, de 1597-ben már Jánoky Gáspárt, Oszvald Gergely-ágbeli unokatestvére, Jánoky István fiát tüntetik fel Büttös földesuraként. A 17. század elején a Jánoky István fiai, Zsigmond és (I.) Gáspár között véres incidens történt, ezért ún. nótapert, vagyis felségsértési eljárást indítottak ellenük, birtokaikra pedig Gáspár unokái: (Péter fia) Mihály és (II. Gáspár fia) III. Gáspár nevében nyújtottak be igényt az uralkodónál, de a hűtlenségbe esett fivérek ellentmondtak, ugyanis felmentették őket. Végül az unokák nyertek, beiktatták őket a birtokokba, így Büttös falu birtokába is. Jánoky (I.) Gáspár 1584 és 1610 között szerepel Abaúj vármegye táblabírái között, 1621-ben már egyik fia, ifj. Jánoky (II.) Gáspár a vármegye egyik esküdt bírája, aki 1620-ban unokatestvére, (II.) István, Jánoky Zsigmond fia meszesi Borbély Annától született leányai: Judit (később Horváth Györgyné) és Anna ügyében lép fel a vármegyénél. 1626 és 1643 között azonban már csak Jánoky (I.) Gáspár másik fia, Péter neve tűnik fel a vármegye törvényszéki ülnökei között. Fivére, ifj. Jánoky (II.) Gáspár ugyanis elhagyta Abaúj vármegyét, felesége, Jákóffy Kata révén a Gömör vármegyei ráhói várkastély és uradalom (Rimaráhó, ma: Hrachovo, Szlovákia) ura lett. Fia, Jánoky (III.) Gáspár (1610–1692), bár a rendi ellenállásban való részvétele miatt felségsértéssel vádolták, 1679-ben kegyelmet kapott, és a ráhói kastélyban halt meg 1692-ben. Így a 17. században minden bizonnyal Jánoky Péter (†1643 körül) és fia, Mihály volt a Jánoky-örökség birtokosa.
A Jánokyak Oszvald- és István-ágának leszármazói a 17. században továbbra is birtokolnak Büttösön, de a falura egyre inkább jellemző lesz a török kori Cserehát birtokjogi sajátossága, a birtokosi közösség, az ún. conpossessoratus, amikor több nemeshez vagy nemes családhoz megosztva tartozik a birtok, amelyet a földesurak jobbágytelkenként, így jobbágyonként osztanak meg egymás között. A jórészt Abaúj vármegyéből, illetve a Cserehátról származó birtokos családokat legtöbbször rokoni kapcsolatok fűzik össze, több birtokos házastársa révén lesz egy-egy falu társföldesura. Így kerül a birtokosok közé Jánoky Zsuzsanna (†1668 körül) második férje, szászfai és uzapanyiti Uza Mihály Abaúj vármegyei táblabíró és szolgabíró, akinek Jánoky Zsuzsanna az első felesége lesz. Özv. Baksay Mihályné Jánoky Zsuzsanna 1655-ben minden ősi, illetve első férjével szerzett jószágát: Büttös, Vajda, Keresztéte, Vendégi, Újlak és Beret falvakban lévő birtokrészeit második férjére, a szászfai birtokán élő Uza Mihályra testálja, akinek gagyi Báthori Anna, a középkori Gagyi család egyik örököse lesz 1669-ben a második felesége. A Wesselényi-féle szervezkedésben részt vállalt Uza Mihály 1673-ban lefoglalt számos birtoka között azonban már nem szerepel a büttösi birtokrész.
A 17. században feltűnnek Büttös birtokosai között a Jánokyak Pál-ágának leszármazói is. Jánoky Erzsébet és férje, szokolyi Baksy/Baksay (Baxy) János, akiket a vajdai (krasznokvajdai) református templomban temettek el 1580 körül, lányukat, Baksy Zsófiát a horvát eredetű Sztranzikovics-Horváth Györgyhöz adták feleségül, de a férj és örökösei a 17. században már a vajdai Horváth nevet viselik. Vajdai Horváth Györgyöt és feleségét 1610 körül szintén a vajdai templomban temetik el. Unokájuk, Horváth János fia: ifj. vajdai Horváth György (†1660) előbb Jánoky Juditot, majd szemerei Szemere Erzsébetet veszi feleségül, az utóbbi családja, a Cserehát ősi nemesi famíliája szintén szerzett birtokrészeket az egykori jánoki uradalom Vajda, Büttös és Keresztéte nevű falvaiban, de ezeket 1652-ben a Szemere család eladja vajdai Horváth Andrásnak, Horváth János másik fiának.
Ifj. vajdai Horváth György (†1660) második házasságából származó lánya, vajdai Horváth Zsuzsanna (†1698) révén egy újabb család kerül az egykori Jánoky-örökségbe, a Szent-Imrey nemesi família, amely egészen a jobbágyfelszabadításig a falu földesura marad. A zempléni Nagymihályban (ma: Michalovce, Szlovákia) született Szent-Imrey (Szabó) András (1633–1703) ugyanis 1664. március 20-án feleségül vette a Vajdán és a környékbeli falvakban birtokos Horváth Zsuzsannát. A Krasznokvajdán élő Szent-Imreyné Horváth Zsuzsanna és fivére, György egyrészt egymás között, másrészt féltestvéreikkel, Jánossal és Péterrel (Jánoky Judit fiaival) birtokaikat érintő osztályegyezséget kötöttek 1666-ban. Ifj. Horváth György egyébként birtokrészeit már 1665-ben eladta féltestvérének, Horváth Zsuzsannának és férjének, Szent-Imrey (Szabó) Andrásnak, akinek nemességét is kihirdették 1666-ban. Szent-Imrey Szabó András így egyszerre lett tagja Abaúj vármegye nemesi univerzitásának krasznik-vajdai nemesi előnévvel és részbirtokosa az egykori jánoki uradalom falvainak: Krasznik-Vajda, Büttös, Keresztéte, Jánok. Amikor Szent-Imrey Szabó András Zemplénből felesége abaúji jószágán telepedett le, előbb Büttösön rendezte be rezidenciáját, és csak később költözött át a vajdai Horváthok krasznokvajdai birtokára, a vajdai kúriába. A 17. század második felében ismét feltűnik a birtokosok között az eredetét a honfoglalásig visszavezető szemerei Szemere család. A szemerei kastély ura, Szemere Pál (†1652) országgyűlési követ, kamarai tanácsos, vármegyei jegyző és Putnoky Klára (1667) fia: szemerei Szemere László (†1677), 1667–1672 között zempléni alispán, ugyancsak a büttösi közbirtokosság tagja volt. Amikor a Wesselényi-fél szervezkedés után a rendi ellenállásban való – koholt vádak alapján megállapított – részvétele miatt lefogták és javait államosították, a szepesi kamara a birtokleltározásnál Büttösön 3 egész jobbágyteleket írt össze Szemere László birtokai között 1675-ben, ugyanakkor volt részjószága Vajdán is.
Abaúj vármegye déli része a Hódoltság terjedésével a füleki, a hatvani, majd az egri törökök célkeresztjében volt. Így az oszmán hódítók az 1554-ben elfoglalt füleki várból már korán igyekeztek adófizetővé tenni Dél-Abaúj falvait, a füleki szandzsák 1559. évi összeírásában Perecse, Szászfa, Petri, Szala, Devecser, Fancsal és Detek szerepel, míg 1570-ben már két szandzsák osztozott a csereháti falvakon, Fülekhez tartozott Büttös, Szászfa, Szend, Kécs (Fulókércs?), a hatvanihoz Litka, Forró és Beret. A két háne (ház és telek) adóegységre becsült Büttös a közeli Szend, Nyésta, Halmaj, Alsóméra, Lak, Szászfa és Kécs (Fulókércs?) abaúji falvakkal és más településekkel együtt a füleki szandzsákban a szendrői nahije azon falvai közé tartozott, amelyekről a füleki szandzsák 1579. évi dzsizje-defterében azt jegyezték fel, hogy nem jelentkeztek az összeírásnál.
Büttös paraszti népessége az újkor hajnalán erős termelőképességgel rendelkezett, 1553-ban 14 porta mint középkori eredetű adóegység alapján vetették ki rá a dikális vagy portális adó néven is ismert állami adót, ekkor egyébként a telkes jobbágyok mellett 6 zsellér is élt a faluban. Még 1564-ben is 14, 5 adóportát róttak ki a falura, a következő évre azonban, valamilyen külső befolyásra, a falu adófakultása harmadára csökkent, 1565-ben és 1567-ben már csak 5,5 portát tudtak a falura kiróni, 1578-ban pedig 2 portára csökkent a falu adóképessége, a pusztuláshoz bizonyosan hozzájárult, hogy 1567-ben Hasszán temesvári pasa serege és egy tatár kísérőcsapat égeti fel a csereháti falvakat. A tizenötéves háború (1593–1606) kezdetén, 1596-ban csupán 1 portányi Büttös adófakultása, de a következő évben, 1597-ben már 3 portára értékelik az adórovók, s amikor 1598-ban a ház lesz az adóegység, a falu 11 ház után fizeti a királyi adót. 1599-ben a falu nem adóképes, mivel felégették, 1599-ben tatár csapatok pusztítottak a vidéken, ráadásul a felső-magyarországi főkapitányságra frissen kinevezett Giorgio Basta (1550–1607) a tatár hadak ellen az abaúji Méra mellett vonta össze csapatait, s az itt felállított tábor királyi katonasága is hozzájárult a csereháti falvak kifosztásához. 1600-ban a tatár sereg és a királyi katonák pusztításai mellett még a pestis és az éhség is sújtotta Büttös és a környező települések lakosságát, és a falu csak 1608-ra nyerte valamelyest vissza vitalitását, ekkor ugyanis 1 ház jelentette az adóalapot, amely után kirótták rá az állami adót. 1608 után az adóalap ismét a porta lett, 1609-ben Büttös csak fél porta után fizette az adót, és a 17. század folyamán végig igen alacsony marad a falu adóképessége, 1608-ban a jobbágyok 1 porta, a büttösi zsellérek egynegyed porta adófakultással rendelkeznek. 1624-ben már csak a zsellérek után vetnek ki fél portát a falura, 1626-ban pedig a jobbágyok egynegyed, a zsellérek termelése fél portát ér. 1630-ban Büttös meglehetősen magas portaszámmal – 4 – szerepel a dikális adójegyzékben, de 1632-ben az egész falu már csak negyed porta után fizeti az adót. 1635-ben Büttösre nem vetnek kis portális adót, csak a helyben lakó armális vagy taxás nemesek, Filep János és Tót Mihály fizet személyenként 12 dénár taxát a királynak. Büttös 1648-ban szerepel utoljára a dikális jegyzékben, ekkor már csak egynyolcad portányi adóképességgel, hiszen ekkor már a töröknek is adózik.
Büttös paraszti népességének termelésére vonatkozóan csak kevés írásos forrás maradt fenn, bár 1552-ben már szerepel a gabonajegyzékben, akkor ugyanis 6 Ft 12 dénárt ad a dézsmabérlő a falu gabonatizedéért, de a következő évtizedekben alig tűnik fel dézsmalistákon. 1581-ben csak két büttösi jobbágy szerepel a bordézsma jegyzékében, 1582-ben, amikor Kardos Bálint, illetve 1600-ben, amikor Vasszeg János volt a falusi bíró, nem írtak össze bortermést, 1605-ben pedig a dézsmaszedők megjegyezték, hogy nincs szőlőhegy a faluban. Büttös alacsony termelőképessége a 17. századi dézsmajegyzékben is megmutatkozik. 1606-ban 2 jobbágy szolgáltat 15 kecskét és 10 bárányt a báránytizedbe, 1625-ben Szeg (Vasszeg?) János az egyetlen büttösi jobbágy, akinek dézsmálható állatvagyona van, amelynek tizedrésze: 2 bárány és 1 kecske, ezekért 10 dénárt vetnek ki rá. A gabonatermelés azonban, ha alacsony szinten is, a 17. században sem szűnik meg Büttösön, ezt mutatja a büttösi jobbágyok 1626-ból fennmaradt dézsmalistája. Ekkor Csehi András Büttös bírája, az alábbi telkes jobbágyok adnak gabonatizedet, összesen 9 (30 kévét tartalmazó) kalangyát és 12 kévét őszi búzából, illetve 5 kalangyát és 15 kévét tavasziból: Vasszeg János, Farkas Péter, Vasszeg Péter, Német György, Nemes Márton. A legtöbb dézsmát Vasszeg János fizeti, mindkét gabonafajtából négy kalangyával, de dézsmaköteles méhei is vannak. A falu legtermelékenyebb jobbágycsaládja már a 16. század második felében Büttösön élt, hiszen Vasszeg János 1600-ban a falu bírája volt. 1638-ban már pusztaként vezetik fel Büttös nevét a dézsmajegyzékbe, ami nem jelent teljes pusztulást, csak a mezőgazdasági termelés hiányát, 1645-ben ugyanis még 5 büttösi jobbágy neve kerül fel a dézsmalistára, igaz, már csak zsellérként, ekkor ugyanis csak kereszténypénzt fizettek a jobbágyok – Vasszeg Péter, egy másik Vasszeg Péter, Major István, Nánási Tamás és Füstös Tamás –, mivel nem volt dézsmálható gabonájuk. Igaz, a falu ekkor már a töröknek meghódolt csereháti falvak közé tartozik.
A falu és a régió történetében ugyanis az 1599. évi tatár pusztításhoz még súlyosabb tragédia következett be 1640-ben, az oszmán katonák pusztítása ekkor ugyanis Büttöst az oszmán hatalom az egri törökök joghatósága alá kényszerítette. 1640-ben az Abaúj vármegye jegyzőkönyvébe bejegyzett korabeli tanúvallomás szerint a törökök „nagy kegyetlenül rablották Felső-, Alsó-Gagyot, Kércset és Baktát, iszonyú égetéseket tevén, amely helyekből keresztény atyánkfiai közül kiket levágott, kiket megégetett, kiket kegyetlenül rabságra vittek, összességgel teszen hétszázig, mely kegyetlen rablások miatt kényszerítettek meghódolni Alsógagy, Bakta, Beret és Detek”. Büttös, a szomszédos csereháti falvakkal együtt, ekkor került török uralom alá, amely egyszerre jelentette a szultáni, azaz oszmán állami hatalmat és a török földesurat. Büttös ettől kezdve a Hódoltság peremvidékének azon helységei közé tartozott egészen Eger 1687. évi törökök alóli felszabadításáig, amelyek kettős adózás alá estek, azaz a Magyar Királyság és a magyar földesurak mellett a törökök is adóval és járulékokkal terhelték őket.
Büttös 1640-ben került török fennhatóság alá, amikor a közeli Keresztéte is. Erről így vallanak a falu jobbágyai a vármegye 1641-ben tartott tanúvallatásán: „Bütösön lakozók: Filep János, Füstös Tamás, Tót István, Baxi Mihály uram jobbágyai hitök után ekképen vallanak, mint az nyavalyás keresztétiek: [az falunkhoz igen közel jővén az törökök, és az szegény vajdai gyermekeket hogy elvivé az török, és körülöttök környes-körül rabolván el az török, s reánk gyakorta izengetve meg nem maradhattunk, hanem meg kellett holdolnunk]. Az reájok következendő veszedelemtől félvén, őnekik [a büttösieknek] is meg kellett hódolniok, Demer aga Fekete Ali az uruk Egren [Egerben].” Demer aga, aki a Csereháton Perecse falut is hatalmába kerítette, a Borsod vármegyei Felső- és Alsótelekes jobbágyfalvakat már a 17. század elején megszerezte magának, 1627-ben pedig a Gömör vármegyei Csoltónak (ma: Čoltovo, Szlovákia) is földesura lett. 1641-ben a Büttössel szomszédos Vajdát is hatalma alá kényszerítette. A török uralom is hozzájárult, hogy Büttös a 17. század második felében adóképtelenné vált, általában pusztaként említik, az 1696. évi országos adóösszeírásban sem szerepel, de az élet nem szűnik meg teljesen a faluban.
Büttös lakosai és birtokosai, a borsodi és abaúji régió legtöbb településéhez hasonlóan, a 16. század második felében a reformáció hívei lettek. A falu egyháza az 1567. évi debreceni zsinaton a Helvét Hitvallást aláíró abaúji, más néven kassavölgyi református seniorátushoz (esperességhez) tartozott, amely a 16. század végén egyesült a tornai egyházakkal, és ettől kezdve abaúj-tornai egyházmegyeként működött. Büttös vallásos közössége, gyülekezete kezdetben a közeli Vajda (Krasznokvajda) református anyaegyházához tartozott, mint leányegyház, így Vajda lelkészei – Dombrinus (Dombrói) Barnabás (1579–1581), Miskolci János (1597), Jánki Mihály (1620–1624), Gyöngyösi Márton (1625), Jánki Mihály (1629) – Büttösön, sőt a másik leányegyházban, Perecsén is szolgáltak. A büttösi jobbágyok közül az, aki saját ekével szántott, egy-egy 60 kévét tartalmazó kepét adott évente a vajdai református lelkésznek a 17. század elején, a „cimborás”, azaz közös ekével szántó jobbágyok ennek a felével tartoztak. A zsellérek egy köböl szemes gabonát, fele-fele arányban őszi búzát és rozst adtak, ezen felül minden családfő egy tyúkot is. Az özvegyasszonyoktól 3 sing vásznat kapott a prédikátor. A kamara által bérelt egyházi tizedből octava, azaz nyolcad járt a vajdai lelkésznek, aki minden második vasárnap prédikált Büttösön. Vajdán tanítót is alkalmazott az egyház, akinek fél köböl gabona járt évente minden családtól, mind az anyaegyházban, mind Büttösön. A lelkész 12 dénárt kapott az esketésért a 17. század elején, keresztelésért egy tyúk, egy kenyér és 1 dénár ún. komapénz járt, temetésért 12 dénár, de ennek felét a temetésen közreműködő tanítónak fizették. Büttös falu református híveinek leányegyházként is önálló, feltehetően középkori eredetű templomuk volt, amely azonban a 18. század elejére rommá lett, már csak falai látszottak.
A Magyar Királyság török kor utáni első alapos, de hibáktól nem mentes országos jellegű összeírását (regnicolaris conscriptio) törvényben rendelték el 1715-ben, célja a magyar települések adóképességének és adózó népességének felmérése volt. Az 1715. évi összeírás Büttöst teljesen pusztává lett faluként írja le Abaúj vármegye falvai között. Az 1720. évi hasonló országos felmérésben sem szerepel a falu.
A 18. század elejére pusztává lett Büttösről még Bél Mátyás is pusztaként ír az 1730-as évek elején készült és a 21. századig kéziratban maradt, Abaúj vármegyét latin nyelven leíró monográfiájában: „Büttös a Jánoky család örököseinek birtoka, az örökség részese pl. a Horváth-Sztrantsikovitsch család is. Most Dőry András a földesura, a falu egyébként, szerencsétlenségére, elhagyatottságra jutott. Amíg művelték, inkább rétekben, mint gabonatermő szántóföldekben bővelkedett. Völgyben fekszik, amelyhez egy csekély sík terület csatlakozik, a falut körben erdős dombok veszik körül.” Bél Mátyás a kora újkorban elpusztult Lyuba faluról is megemlékezik: „Lyuba ma elhagyatott hely, de, amennyiben szláv elnevezéséből következtetni lehet, egykor bizonyosan falu volt, amely földesúrnak és lakosoknak is örvendett, a szláv szó ugyanis ezt jelenti. Völgyben feküdt, gabonafölddel, rétekkel és erdőkkel bőven el volt látva. Ugyanaz a földesura, mint Csenyétének, [azaz Szemere Miklós], a falu egy bizonyos része azonban mások birtokában van.”

### 18. század
A falu nevének írásmódja még nem vált véglegessé, az 1715. évi összeírásban Bütes, Lipszky 1806. évben keltezett térképén pedig Bytes alakban tüntették fel.

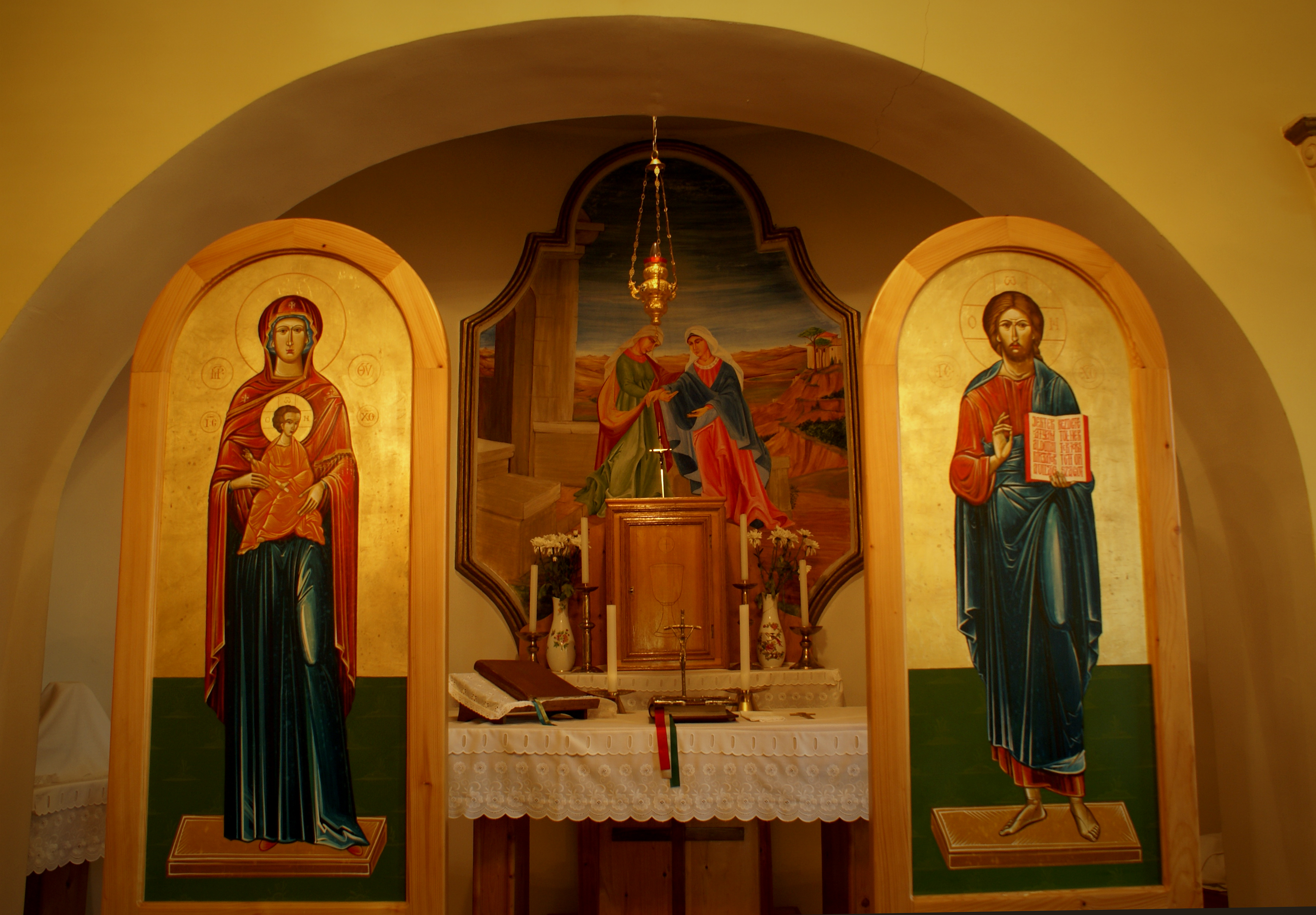
A görögkatolikus kápolna képei

A község népességének nagyságáról és szerkezetéről a 18. század második felétől tudunk képet alkotni az abszolutista állam növekvő kíváncsiságának és a statisztikai írók buzgalmának köszönhetően. Az 1715. összeírás még teljesen elnéptelenedettként említi Büttöst, II. József népszámlálása idején viszont már 444 fő volt a település honos lakossága. A következő évtizedekre valószínűleg a fogyás volt jellemző, ugyanis Nagy Lajos 1828-as datálású helységnévtára 404, Fényes Elek 1850. évben megjelent Geographiai szótára viszont csak 161 lakót tart számon Büttösön. Az összeírt házak száma is csökkent, 1785-ban még 61-et, 1828-ban viszont már csak 54-et regisztráltak. Az utóbbi évben végrehajtott országos adóösszeírás alkalmával 82 személy után tartoztak adót fizetni. A Mária Terézia korszakához kötődő úrbéri összeírás idején a csereháti járáson Büttösön rögzítették az egyik legnagyobb úrbéres földállományt, amely 475 kataszteri hold területen 15 és ¼ jobbágytelekre terjedt ki. Ez a telki állomány 18 jobbágy és 5 házas zsellér, valamint családjuk megélhetését biztosította. Az 1780-as évek közepén a józsefi népszámlálás során, amely alkalommal már a majorsági földeket megművelőket is regisztrálták, 34 jobbágyot, 44 házas és 24 házatlan zsellér írtak össze a faluban. A föld termőképességét is értékelő Vályi András Büttös határát „középszerűnek” minősítette, fekvését tekintve pedig kiemelte, hogy távol esik a piacoktól.
A falu népének többsége katolikus volt, 1828-ban 372 fő tartozott ehhez a felekezethez, 1850-ban pedig Fényes Elek 122 római katolikus lakost említ, görögkatolikusok nélkül. Mivel ugyanő Büttöst vegyesen magyar és orosz (vagyis nyilván ruszin) népességűnek tudja, feltételezhető, hogy a valóságban létezett görögkatolikus lakosság is, amely azonban kimaradt az adatsorából – ez a tévedés magyarázatot nyújtana a meglepőnek tűnő népességfogyásra is. A katolikusokon kívül csekély protestáns (1828-ban 16, 1850-ben 17 fős református) lakosság is élt a településen. A zsidó népesség jelenléte már II. József népszámlálása idején dokumentálható, amikor 2 izraelita házas férfit találtak az összeírók, és a 19. század első felében sem nőtt számottevően, ugyanis 1828-ban 16, 1850-ben 19 zsidó személyről tudunk Büttösön. Az 1828-as összeírás alkalmával az uradalmi házakban élt két izraelita család.
A falu területe több földesúr között oszlott meg. Az úrbéri összeírás időszakában az úrbéres földállomány öt földesúr birtokába tartozott, akik között a Szentimrey család volt a legjelentősebb: Szentimrey József 6,5, Szentimrey László örökösei (osztatlanul) pedig 6 ¼ jobbágytelek birtokosai voltak (7-7 jobbággyal). Rajtuk kívül Szirmay István 1 és ¼, Fáy András és Péchy Gábor pedig 5/8 – 5/8 telek felett rendelkeztek. A földterület Fényes 1850. évi adatai szerint is több birtokos között oszlott meg.

### 19. század
Büttös népessége a 19. században folyamatosan emelkedett, és a századfordulón megközelítette a 400 főt (1880-ban 331 fő, 1900-ban 378 fő). A születések aránya 1900 és 1910 között 44,8‰, a halálozásoké 17,4‰, a természetes szaporodásból származó növekedést azonban (111 fő) az elvándorlás apasztotta. (Ebben az évtizedben körülbelül 65–70-en hagyták el a települést). A magas születésszám fiatalos korszerkezethez vezetett: 1900-ban a 6 éven aluliak száma 68 fő, a 6 és 11 év közöttieké 46 fő (30%), ezzel szemben a 60 éven felülieké mindössze 20 fő (5%).
A 18. században a lemkó nyelvjárást beszélő görögkatolikus ruszinok telepedtek a községbe, a nyelvváltás folyamatáról a népszámlálások adatai pontatlanul tájékoztathatnak. Fényes Elek 1851-ben Büttöst „orosz-magyar” falunak nevezte, 1880-ban 64, 1900-ban már csak 12 „tót” anyanyelvű lakost regisztráltak. A felekezeti megoszlás kiegyenlített maradt: a 19. század végén a katolikusok száma 133 fő (35%), a görögkatolikusoké 139 fő (37%) és a reformátusoké 95 fő (25%).
A lakóépületekről 1900-ban készített statisztika a felhasznált építőanyagokról és az életformáról tanúskodik. A házakat vályogból vagy sárból, szilárd alap nélkül építették, csupán egynek volt kő- vagy téglafala. A 65 lakóházból 50 zsupszalmával vagy nádtetővel, 14 zsindely- vagy deszkatetővel épült, és csak 1 rendelkezett a tűzvédelmi szempontból is legalkalmasabb cseréptetővel.
A Rakaca-völgyben fekvő zsáktelepülés földhasznosítása a Cserehát más kisrégióitól jelentősen különbözött. A legelők és a rétek aránya a 19. század végéig magas maradt, sőt az erdőirtások következtében növekedett (1895-ben összesen 937 kataszteri hold, a faluhatár harmada), a szántóké nem módosult lényegesen (1866 hold, 65%). A nagyhatárú és alacsony népsűrűségű Büttösön ez a külterjes állattartás gazdasági szerepére utal, s a néhány nagybirtok a hagyományos rackajuh tenyésztésére koncentrált. (A 19. század végén a településen 370 szarvasmarhát, 350 sertést és 2300 juhot tartottak.)

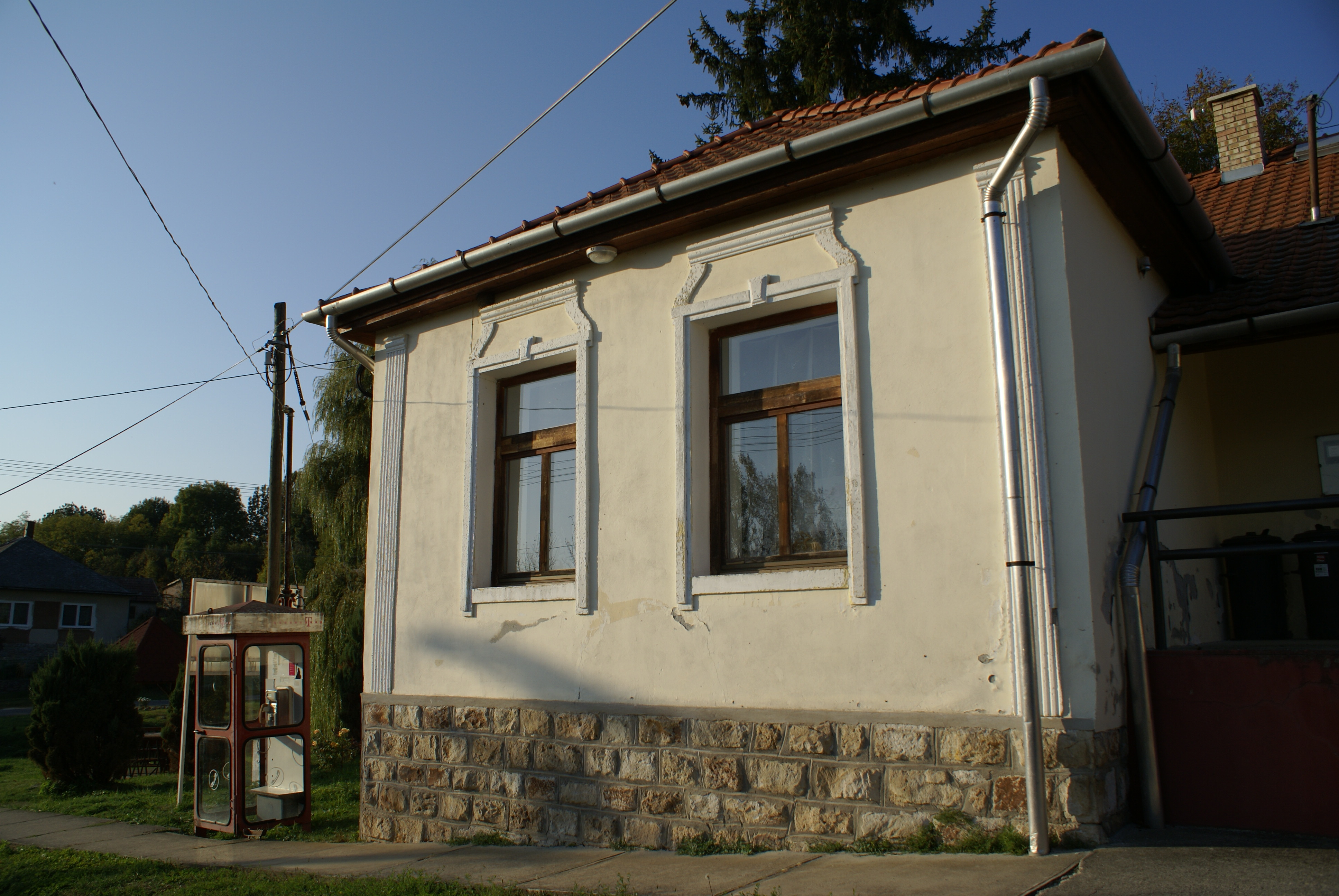
Czinner-kúria

A büttösi birtokos családok eltérő szociokulturális karakteréből a jobbágyfelszabadítás utáni birtoklástörténet néhány sajátosságára következtethetünk. A régi református köznemesi nemzetség, a Zsarnayak kezén a földek aprózódtak, az egymást követő generációk a részbirtokokat adósságokkal örökítették. Zsarnay Lajos (1820–1885) ingatlanait az 1860-as évek elején 4330 forint kölcsön terhelte, Zsarnay Antal és Zsarnay Mária birtokrészeit 1887-ben árverezték. A katonai pályára lépő Zsarnay Mártonnak 1895-ben 230 kataszteri hold földje volt, amit a következő évben (feltehetően szintén az adósságok miatt) bocsátott áruba. Az egzisztenciális hanyatlás és az egykori életforma fenntartásának igénye olykor törvénybe ütköző tettekhez vezetett. Zsarnay Emma, aki a fővárosban Fáy Mihállyal élt vadházasságban, 1899-ben bélyeglopási ügybe keveredett, és az igazságszolgáltatás elől az Egyesült Államokba költöztek. Az ugyancsak református nemesi családból származó Szalay István 1895-ben 163 hold földön gazdálkodott, amit 1909-ben árvereztek.
A Pallavicini család a reformkorban nyert honosságot Magyarországon és az 1850-es évek elejétől szerzett birtokokat a Csereháton. Pallavicini Adolf több mint félezer holddal rendelkezett Büttösön, amit a századfordulón Grünbaum Ferenc izraelita vállalkozó bérelt. A falusi tőkebefektetések számára ugyancsak a földszerzés kínálkozott. Fuksz Bertalan kereskedő, majd az 1907-ben szeszfőzdét és gőzmalmot alapító Czinner Adolf is birtokot vásárolt a településen.

### 20-21. század
Büttös 1910-ben Abaúj-Torna vármegye Csereháti járásához tartozott. A kisközség 2 808 kat. holdon (= 1 615 hektár) terült el, lakosainak száma 426 volt. Bár a faluban 5 fő kivételével mindenki beszélt magyarul, 20-an tót, 2-en német és 4-en egyéb anyanyelvűként határozták meg magukat. Vallási tekintetben három felekezet volt meghatározó, mivel számbeli fölényük ellenére a római katolikusok (181 fő) mellett a görögkatolikusok (129 fő) és a reformátusok (100 fő) is jelentős számban képviseltették magukat. Rajtuk kívül 15 izraelita és egyetlen evangélikus hívő is élt a községben. A lakosság túlnyomó többsége a mezőgazdaságban talált megélhetést, amiben változás a későbbiekben sem történt.
A trianoni békeszerződés közigazgatási változásai következtében Büttös az Encsi járás része lett. A település lélekszáma 1920-ra 498 főre gyarapodott, s teljes egészében magyar anyanyelvűvé vált. Vallási megoszlás tekintetében a korábbi tendenciák maradtak érvényesek, de jelentősen nőtt a római katolikus (223 fő) és görögkatolikus (170 fő) hívek száma, miközben a reformátusoké (81 fő) csökkent. Növelte jelenlétét az izraelita (19 fő) és az evangélikus (4 fő) közösség és egy görögkeleti hívőt is regisztrált a népszámlálás. 1941-ben már 538 lakosa volt a községnek, kik között 3 szlovák anyanyelvűt is találunk. Habár a katolikus felekezetek (római 275 fő, görög 209 fő) tovább növelték súlyukat, a reformátusok (45 fő) térvesztése folytatódott, s egyetlen további vallási kisebbség képviselőjeként 9 izraelita maradt a faluban.
A két világháború közötti időszakban a községben állami elemi iskola működött. A legnagyobb földbirtokosok Czinner Adolf és Pallavicini Alfréd őrgróf voltak. A gőzmalom és a szeszgyár is Czinner Adolf tulajdonában volt, aki szőlőbirtokkal is rendelkezett. A falu lakosainak nagy részét ő foglalkoztatta. Az egykori Czinner-kúria a szocializmus idején tanácsházaként szolgált, manapság – jelentősen átalakított formában – közösségi funkciókat lát el.
A község lakossága az első és a második világháborúból is kivette a részét. Az áldozatok tiszteletére emlékművet emeltek. Az első világháborúban esett el Balogh István, Balogh József, Budai Ferenc, Fehér János, Gál Pál, Kmeczkó István, Kovács János, Pásztor Mihály, Stark János, Varga András, Vaszil János és Zsarnai István. A második világégés hősi halottjai voltak Bihari József, Cziner András, Dányi Béla, Kmeczkó Péter, Kondás Bálint, Kondás István, Majoros István, Olajos József, Palej István, Spisák Bertalan, Szirek Antal, Vaszil Gyula, Virosztkó Péter, Vizi Mihály, Zeleni Pál és Zupkó János. A vészkorszak idején a veszteségek az elhurcolt zsidó lakosok számával növekedtek. Az áldozatok között voltak a Czinner család tagjai – Czinner Adolf, Czinner Adolfné és Czinner Endre –, valamint a szatócs Selymes Jenő, Selymes Jenőné, Selymes Klára és Selymes Éva.
Büttös számára 1944. december 18-án ért véget a második világháború. Az 1949. évi népszámlálás szerint a falu lakossága 501 főre fogyatkozott. A római katolikusok (58,7%) megtartották, sőt fokozták előnyüket a görögkatolikusokkal (35,7%) szemben, miközben a református egyház (5,0%) befolyása minimálisra csökkent. Egyéb felekezetű lakosok ekkor már nem éltek a községben. A szocializmus idején a népességszám kezdeti emelkedést követően jelentősen hanyatlott, 1990-ben már csak 288 fős volt a lakónépesség.

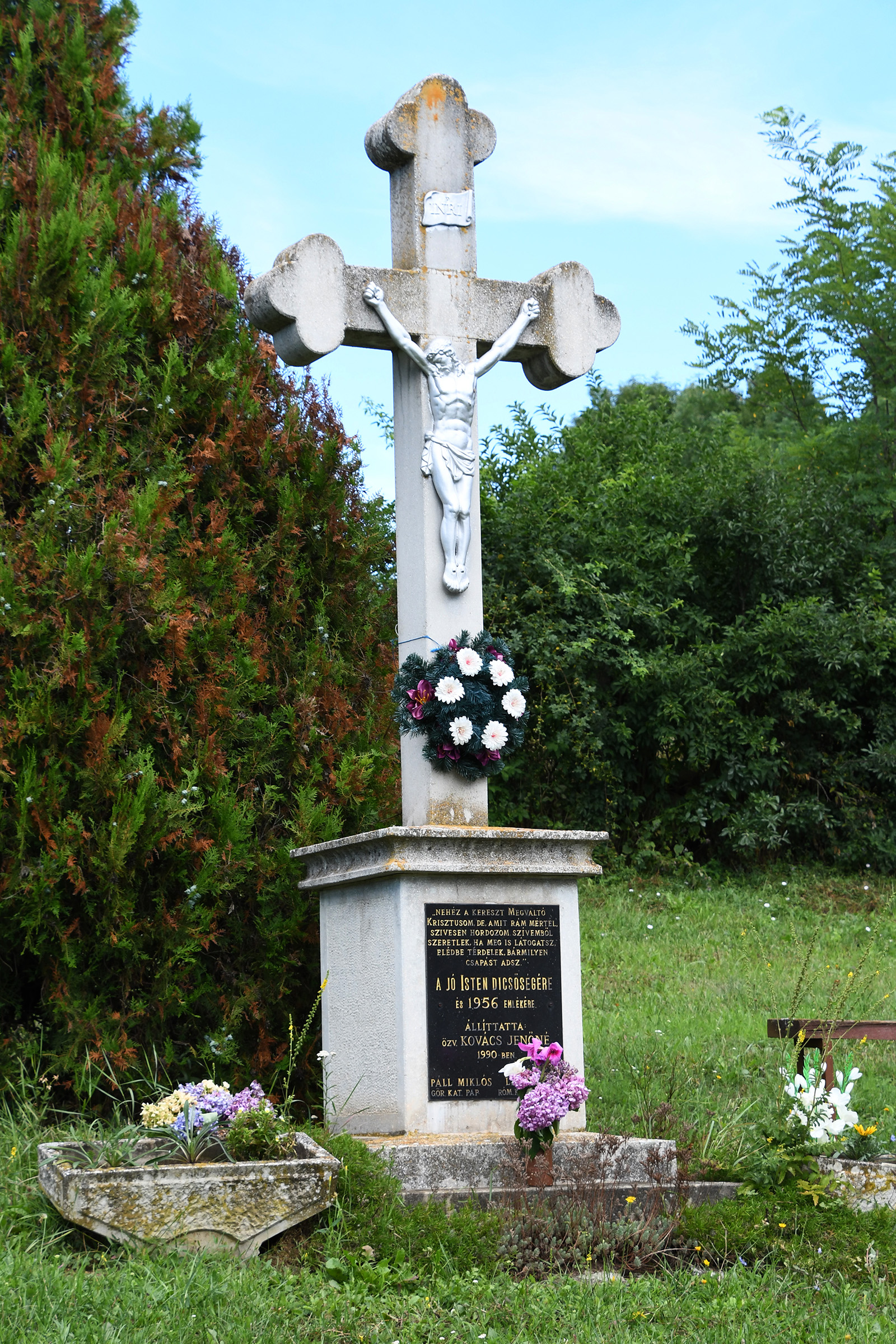
1956 emlékére állíttatott feszület

A nagybirtokrendszer megszüntetéséről szóló 1945. márciusi kormányrendelet értelmében Büttösön is végrehajtották a földosztást, a téesz megszervezésére azonban csak 1960-ban került sor. A növénytermesztéssel foglalkozó, nehézségekkel küzdő szövetkezet végül a krasznokvajdai Bástya elnevezésű központi szövetkezethez való csatlakozásban látta a kiutat, melyhez Kány, Keresztéte, Pamlény, Perecse és Szászfa községei is tartoztak. Ezt követően kezdtek nagyobb hangsúlyt fektetni az állattenyésztésre. Bár nem a téesz volt az egyetlen munkalehetőség, hisz sokan a gagyvendégi állami gazdaságba vagy annak kányi üzemegységébe jártak dolgozni, sok fiatal elhagyta a falut.
Az 1956-os forradalmi események községbeli következményeiről kevés az információ. Annyi bizonyos, hogy a felsőgagyi Majoros Gyula hatására Büttösön is munkástanács szerveződött Haraszti István és Kovács Jenő vezetésével.
A szocializmus idején egyetlen tanteremben folyt az oktatás az eleinte két-, majd egyfős tanerővel működő általános iskolában. A tanulók száma az 1945/46-os tanévben jellemző 106-ról három évvel később 115-re emelkedett, ezt követően azonban csökkent. 1965/66-ban a tanulói létszám mindössze 52 volt. Bár működött mozi és könyvtár, a község kulturális lehetőségei javarészt a televízióra korlátozódtak.
A második világháború utáni közigazgatási átszervezés eredményeképpen 1950-től Büttös Borsod-Abaúj-Zemplén megye Encsi járásának krasznokvajdai körjegyzőségéhez tartozott Kánnyal, Keresztétével, Krasznokvajdával és Perecsével együtt, majd 1966-ban ugyanezen települések, kiegészülve Pamlénnyel és Szászfával községi közös tanácsot szerveztek, melynek székhelye Krasznokvajda lett. Ezt 1984-ben Encs városkörnyéki községgé nyilvánították. A rendszerváltást követően, 1991-ben a település a Kányt és Perecsét is magában foglaló büttösi körjegyzőség székhelye lett.
A szocializmus évtizedeiben is jellemző népességfogyás az utóbbi 30 évben folytatódott. 2011-ben 173 fő, 2020. január 1-én már csak 147 fő volt Büttös lakónépessége. A 2011. évi népszámlálás alkalmával a lakosság 98,9%-ban magyarnak, 4,0%-ban cigánynak vallotta magát, 1,1% pedig nem kívánt válaszolni. Vallás tekintetében alig történt módosulás az 1949. évi állapotokhoz képest: római katolikusként 51,4%, görögkatolikusként 35,4%, reformátusként 5,1% határozta meg magát, s 8,0% tartózkodott a válaszadástól.
Büttös a krasznokvajdai körjegyzőséghez tartozik Krasznokvajdával, Kánnyal, Keresztétével és Perecsével együtt. A lakosság elöregedő, és sokan elvándorolnak, ugyanakkor 2011-ben a foglalkoztatási arány meghaladta az országos átlagot jelentő 40%-ot. (Ugyanez az arány a 200 főnél kisebb falvak esetében 31%.) A település háziorvosi ellátásáról a krasznokvajdai körzeti orvos gondoskodik. Fogorvosi ellátásra Baktakéken, gyermek- és szakorvosi ellátásra Encsen és Szikszón van lehetőség. A legközelebbi kórház is Szikszón érhető el, mintegy 35 km-re, a legközelebbi vasútállomás pedig Forró-Encsen 29,5 km-re található. A gyerekek Krasznokvajdára járnak óvodába és iskolába. A település közös önkormányzati hivatalt fenntartó község, a hivatal székhelye Krasznokvajda. Büttösön nemzetiségi önkormányzat nincs.

## Közélete

### Polgármesterei
- 1990–1994: Gyurcsó András (független)[80]
- 1994–1998: Gyurcsó András (független)[81]
- 1998–2002: Gyurcsó András (független)[82]
- 2002–2006: Gyurcsó András (független)[83]
- 2006–2010: Gyurcsó András (Fidesz)[84]
- 2010–2014: Gyurcsó András (Fidesz-KDNP)[85]
- 2014–2019: Vaszily István (független)[86]
- 2019–2024: Vaszily István (független)[87]
- 2024– : Vaszily István (független)[1]

## Nevezetességek
- Görögkatolikus kápolna. A volt iskolaépületből lett kialakítva 1989 és 1997 között. Titulusa az Istenszülő öltönyének elhelyezése (július 2.). A római katolikus egyház ezen a napon Sarlós Boldogasszony ünnepét tartja.